# Gerbillus pusillus
Gerbillus pusillus es una especie de roedor de la familia Muridae.

## Distribución geográfica
Se encuentra principalmente en el sur de Sudán, al suroeste de Etiopía, Kenia y Tanzania. 